# 藍白林茨足球會
藍白林茨足球會（德語：FC Blau-Weiß Linz），简称蓝白林茨（BW Linz），是一家位於奥地利上奧地利州首府林茨的足球俱乐部，目前参加奧地利足球超級聯賽。

## 历史
1997年，藍白林茨足球會成立，繼承由于財務困難而解散的林茨足球會（FC Linz），並繼續繼承林茨足球會與林茨體育會長年的同城競爭關係。
2023年6月4日，藍白林茨足球會在2022–2023年赛季的最后一轮比赛中以2–1击败格拉茲二隊，获得奥地利足球乙级联赛冠军，首次晋级奧地利足球超級聯賽。他们此前在2020–2021赛季也获得冠军，但由于未申请甲级联赛许可证，晋级被拒绝。

## 球會榮譽
- 奥地利足球乙级联赛

 冠軍：(2) 2020–21, 2022–23